# Залізнична платформа 3273 км
3273 км (рос. 3273 км) — населений пункт (тип: залізнична платформа) у Коченевському районі Новосибірської області Російської Федерації.
Входить до складу муніципального утворення Ліснополянська сільрада. Населення становить 8 осіб (2010).

## Історія
Згідно із законом від 2 червня 2004 року органом місцевого самоврядування є Ліснополянська сільрада.

## Населення
| 2002 | 2007 | 2010 |
| ---- | ---- | ---- |
| 15   | ↘10  | ↘8   |